# Noncototiente
In matematica, un numero intero n si definisce noncototiente se l'equazione
{\displaystyle x-\varphi (x)=n}
non ha soluzioni; dove φ(x) è la funzione φ di Eulero.
In altre parole – dato che la funzione φ(x) è definita come il numero degli interi positivi minori di x che gli sono coprimi – n è un noncototiente solo se non esiste alcun numero intero x che, sottratto al numero coprimi minori di se stesso, dia n.
È stato oggetto di congetture il fatto che tutti i numeri noncototienti siano pari; questo deriverebbe da una generalizzazione della congettura di Goldbach.
I primi numeri pari noncototienti sono:
10, 26, 34, 50, 52, 58, 86, 100, 116, 122, 130, 134, 146, 154, 170, 172, 186, 202, 206, 218, 222, 232, 244, 260, 266, 268, 274, 290, 292, 298, 310, 326, 340, 344, 346, 362, 366, 372, 386, 394, 404, 412, 436, 466, 470, 474, 482, 490, 518, 520   (A005278 dell'OEIS).
Nel 1995 Browkin e Schinzel dimostrarono che l'insieme dei noncototienti è infinito, avendo trovato che la funzione
{\displaystyle f(x)=2^{x}\cdot 509203}
genera unicamente numeri noncototienti. Successivamente furono trovate altre funzioni simili, generanti un numero infinito di noncototienti.